# Марчево
Ма́рчево (болг. Марчево) — село в Благоєвградській області Болгарії. Входить до складу громади Гирмен.

## Населення
За даними перепису населення 2011 року у селі проживали 149 осіб, усі — болгари.
Розподіл населення за віком у 2011 році:
Динаміка населення: